# Kjelmøya
Kjelmøya (Noord-Samisch: Dálmmat) is een eiland in de provincie Finnmark in het uiterste noordoosten van Noorwegen. Het eiland ligt in de Bøkfjord en maakt deel uit van de gemeente Sør-Varanger.